# Protium divaricatum
Protium divaricatum là một loài thực vật có hoa trong họ Burseraceae. Loài này được Engl. miêu tả khoa học đầu tiên năm 1874.